# Лапароскопска миомектомија
Лапароскопска миомектомија је минимално инвазивна терапијска метода за лечење жена које болују од миома материце, посебно оних које желе да задрже свој потенцијал за очување плодности. Иако ова операција захтева интензивну обуку у хируршким вештинама као што су интракорпорално шивање и вађење узорка, пацијентице могу очекивати мање постоперативне адхезије и брз повратак у нормалну активност. Ова операција се може поделити у три фазе: енуклеација, реапроксимација лежишта миома и екстракција узорка, од којих свака има своје специфичне и јединствене изазове.

## Опште информације
Када је, у последње време, минимално инвазивна хирургија постала све популарнија интервенција нагло се повећао и број операција миомектомије коришћењем лапароскопије, које према начину извођења могу бити две врсте:
Лапароскопска миомектомија (ЛМ), која се дефинише као метода енуклеација и припрема лежишта миома и његова екстракција, која се изводи искључиво лапароскопски. У ЛМ је неопходно интракорпорално шивање, што доводи до повећања тежине ове операције. У последњих неколико година, многи лапароскописти се обучавају да савладају технику интракорпоралног шивања чиме се повећава број операција ЛМ.
Лапароскопски потпомогнута миомектомија (ЛАМ), код које се прави мали рез, око 3 до 6 cm, у доњем делу трбука и преко овог отвора се врши шивање лежишта миома и његова екстракција. У ЛАМ-у се током интервенције користи ретрактор за абдоминални рез или ЛапДиск Мини.
Лапароскопска миомектомија је напредна лапароскопска процедура и успех у великој мери зависи од искуства и стручности хирурга.
Добре стране методе су:
- побољшан опоравак,
- кратак боравак у болници,
- козметички побољшан ожиљак,
- смањене адхезије (ожиљци) од процедуре,[4]
- упоредиво чећше стопе трудноће.

## Индикације
Утврђивање да ли је пацијент кандидат за лапароскопску а не отворену абдоминалну миомектомију зависи од локације, величине и броја миома, иако параметри за њих варирају у зависности од хируршке експертизе. Док преоперативна употреба агониста гонадотропин-ослобађајућег хормона (ГнРХ) може смањити величину материце омогућавајући лапароскопски, а не отворени абдоминални приступ, они могу отежати уклањање миома (замрачењем равни ткива између миома и нормалног миометријума) и повећати ризик од упорних миома; стога,  се ови агенси често не користе у пракси. 
Пре трудноће, миомектомија се може размотрити код жена са необјашњивом неплодношћу или поновљеним губитком трудноће, иако остаје нејасно да ли такве хируршке интервенције заиста побољшавају стопу плодности и перинатални исход.
Ретко се дешава да се фиброиди лече хируршки у првој половини трудноће. Међутим, ако је потребно, неколико студија је известило да се антепартална миомектомија може безбедно извести у првом и другом триместру трудноће.
Прихватљиве индикације укључују непоправљив бол због дегенерирајућег миома, посебно ако је субсерозан или на педукулацији, велики или брзо растући фиброид или било који велики фиброид (> 5 cm) који се налази у доњем сегменту материце.
Акушерски и неонатални исходи код жена које су подвргнуте миомектомији у трудноћи су упоредиве са онима код конзервативно лечених жена, иако су жене које су имале миомектомију током трудноће биле много вероватније порођане царским резом због забринутости због руптуре материце.

## Преоперативна евалуација и снимање
Пре лапароскопски интервенције мора се обавити општи преглед. Он се састоји од:
- прегледа грудног коша,
- ехокардиографија,
- биохемијског прегледа крви,
- ултраонографија карличног предела,[8]
- магнетне резонанца карлице (МРИ), како би се добиле виталне информације као што су број, величина и карактеристике циљних фиброида. Како број фиброида може бити различит, неки мали фиброиди се не могу открити МРИ, тако да је број фиброида утврђен на МРИ треба схватити само као референтну вредност.

## Поступак

### Припрема пацијенткиње
Пре лапароскопског захвата пацијенткињасе поставља  у положај за литотомију са Тренделенбурговим нагибом од 10 степени и убаченим  утералним манипулатором за контролу положаја материце.

### Постављање и конфигурација трокара
Кроз трбушни зид  на дну пупка као порт за камеру пласира се трокар од 12 мм или 5 мм. Затим се  кроз три отвора за манипулацију од 5 мм у доњем делу трбуха - у средња линији на пола пута између пупка и горње ивице симфизе до гребена илијаке, билатерално.
Када се кроз отвор на трбуху убаци троакар  он се гура све док не дође до ректусне фасције. Перитонеум се зарезује  маказама, а затим се убацује трокар. Затим се кроз латералне отворе пинцетом подижем трбушни зид нагоре како би се троакаром могала да пробије средња трбушна линија без повреде увећане материце.

### Профилактичка хемостаза
Ако се миометријум пресече без припреме, доћи ће до крварења. За контролу количине крварења користи се локална инјекцију хемостатског средства (разређени вазопресин) , иако је ово употреба ван норматива.  Када се течност унесе, рез и шав морају да се ураде брзо и глатко, јер је овај припремни третман најефикаснији само 20 минута након инјекције.

### Резање миометрија
Сада се прелази на уздужни или попречни рез  миометријума. За инцизију миометријума користи се хармонични скалпел или монополарни каутер (режим чистог резања: 70 вати ). Да би се смањили топлотно ширење на миометријум, важно је брзо сећи. У случају субсерозних миома,  сегмент миометријума се уклања у облику брода да би се смањила количина вишка коже. Што се тиче дубине реза, важно је пронаћи одговарајућу раван. Боље је зарезати у фиброид и затим пронаћи раван која се може сецирати, него направити исувише плитак рез.

### Енуклеација
Енуклеација миома изводи се тако што се прво ухвати фиброид пинцетом са канџом и повлачи уз истовремено одгуравање миометријум помоћу аспирационе млазнице или клешта. У току енуклеације, ако се наиђе на тврдо, фиброзно ткиво, оно се сече монополарним ножем или маказама и потом се наставља са тупом дисекцијом. Ова комбинација оштре и тупе дисекције се понавља све док се фиброид не уклони.
Након енуклеације, ако има остатака фиброзних ткива нека од њих се накнадно уклањају. 

### Методе шивања
За шивење миометријум обично се користи синтетички шавни материјал са ознаком 1.0, у виду прекинутог  или континуираног шава. Дужина шава је 30 cm за континуирани шав. Ако се користи шав краћи од 30 cm, потребно је неколико шавова у трбушној дупљи. Код било ког шава дужег од 30 cm тешко је управљати и манипулисати.
Конац се уводи у интраперитонеалну шупљину преко порта. Ако је дефект дубок, шије се у неколико слојева.  

### Узимање  узорака
Се укоњеног миома обавезно се узима узорак ткива који се шаље на патохистолошку анализу.

## Општи ризици и компликације
Општи ризици и компликације повезане са лапароскопском хирургијом морају се објаснити пацијентици пре операције. Поред тога, морају се објаснити жени и неке специфичности лапароскопске методе и које су могуће компликације, на пример требало би обијаснити да:
- Сви случајеви који се подвргнути миомектомији морају имати царски рез у време порођаја након ове операције.
- Неочекивани малигнитет, јер током интервенције постоји могућност „расејања” туморских ћелија што резултује лошим исходом преживљавања.
- Ризик од руптуре материце током трудноће, иако је инциденција мала.
- Ако постоји велики број миома или ако се миоми налазе у тешко доступним подручјима, постоји могућност немогућности хемостазе и накнадне потребе за хистеректомијом.
- Да примене разблаженог вазопресина, који се даје путем локалне инјекције, директно у материцу, није дозвољена метода и стога се мора указати на то пацијенту. Јер уколико пацијент доживи ретку тешку компликацију као што је срчана инсуфицијенција, срчани застој или шок, не постоји шема компензације за финансијску заштиту ових пацијената. Из тог разлога, пацијенти морају бити потпуно свесни ризика и пристати на употребу разблаженог вазопресина.